# Neptis sitis
Neptis sitis är en fjärilsart som beskrevs av Hans Fruhstorfer 1908. Neptis sitis ingår i släktet Neptis och familjen praktfjärilar. Inga underarter finns listade i Catalogue of Life.